# Papiertheatermuseum Hanau
Das Papiertheatermuseum Hanau ist ein Papiertheater-Museum in der Brüder-Grimm-Stadt Hanau in Hessen.
Das Museum ist ein Teil der Museen der Stadt Hanau, befindet sich im Historischen Museum Schloss Philippsruhe im Stadtteil Kesselstadt und ist das einzige öffentliche Spezialmuseum in Deutschland, das sich ausschließlich der künstlerischen Ausdrucksform des Papiertheaters widmet, die im Jahr 2021 als Immaterielles Kulturerbe in das Bundesweite Verzeichnis des Immateriellen Kulturerbes aufgenommen wurde.

## Geschichte
Die Initiative zur Gründung des Museums geht auf den Anwalt Dietger Dröse, Sohn des früheren Hanauer Oberbürgermeisters Herbert Dröse, den Lehrer und Kunsterzieher Helmut Wurz und den damaligen Kulturdezernenten Klaus Remer zurück, die Ende der 1980er Jahre ein Konzept für ein Papiertheater-Museum entwickelten. Das Museum wurde am 28. Januar 1990 in einem Seitenflügel des Schlosses Philippsruhe eröffnet. Seit 1992 befindet sich das Museum im Museum in Trägerschaft des Vereins Forum Papiertheater. Im Jahr 2015 musste das Museum wegen dringend notwendig gewordener Sanierungsmaßnahmen am Schloss verkleinert werden.
Derzeit (Stand August 2024) wird es konzeptionell und gestalterisch überarbeitet und soll Ende 2024 in renovierten Räumlichkeiten an bisherigem Ort auf einer Fläche von 320 Quadratmetern neu eröffnet werden.

## Ausstellungen
Nachdem in den Anfangsjahren eine ständige Dauerausstellung im Museum präsentiert wurde, änderte sich dieses Mitte der 1990er Jahre. Fortan waren auch regelmäßig wechselnde Sonderausstellungen zu sehen.

## Vorstellungen im Museum
In den Räumen des Museums befand sich bis 2015 auch eine feste Spielstätte für Papiertheater-Aufführungen, die regelmäßig für Vorstellungen zweier Hanauer Bühnen und auch für Gastspiele nationaler und internationaler Ensembles genutzt wurde. In den ersten zwanzig Jahren des Bestehens waren 35 Bühnen zu Gast.
Der Spielbetrieb wird seit 2015 in kleinerem Rahmen aufrechterhalten.
Nach der Wiedereröffnung ist wieder eine regelmäßige Bespielung geplant.

## Neukonzeption 2023

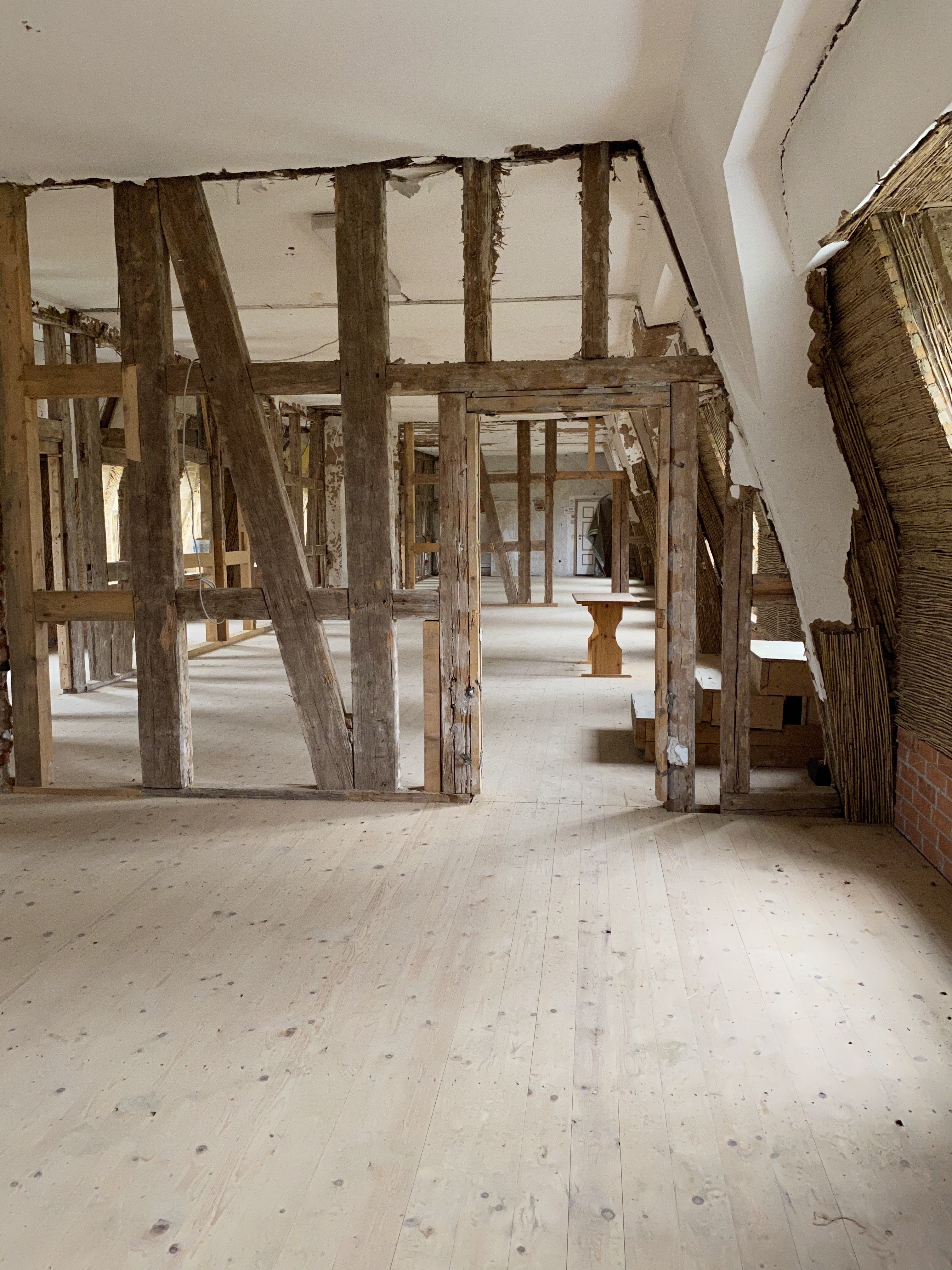
Rohbau der Räumlichkeiten im Oktober 2020

Im Rahmen der Erteilung eines Förderbescheides des Deutschen Bundestages im Jahr 2020 zur Sanierung und Modernisierung von Schloss Philippsruhe sagte die Beauftragte der Bundesregierung für Kultur und Medien, Staatsministerin Monika Grütters, eine Förderung von bis zu zwei Millionen Euro in den Jahren 2020 bis 2023 zu. So wurde es möglich, auch das Papiertheatermuseum nach 30 Jahren seines Bestehens zu sanieren.
Unter Beteiligung des Forum Papiertheater e.V. und des Immobilien- und Baumanagements der Stadt führten die städtischen Museen ein Interessenbekundungsverfahren durch, an dessen Abschluss eine Gestaltungsagentur aus den Niederlanden den Zuschlag für die komplette Neugestaltung der Ausstellung erhielt. Für die Gesamtmaßnahme sind 350.000 Euro veranschlagt.
Neben der Neugestaltung des Museums führt die Stadt auch die grundlegende Instandsetzung der im Schloss Philippsruhe genutzten Räumlichkeiten durch.

## Sammlung
Zeitgleich mit der Neugestaltung entschlossen sich die Museen der Stadt Hanau eine eigene Sammlung aufzubauen, um das Museum zukünftig selbständig bespielen zu können. So werden derzeit im Rahmen mehrerer Schenkungen Papiertheater und Papiertheatersammlungen an die Stadt übertragen, darunter die Sammlung des Museumsgründers Helmut Wurz und die Sammlung des Papiertheaterspielers und Sammlers Rüdiger Koch.
Die Objekte werden derzeit (Stand: Januar 2023) restauriert.

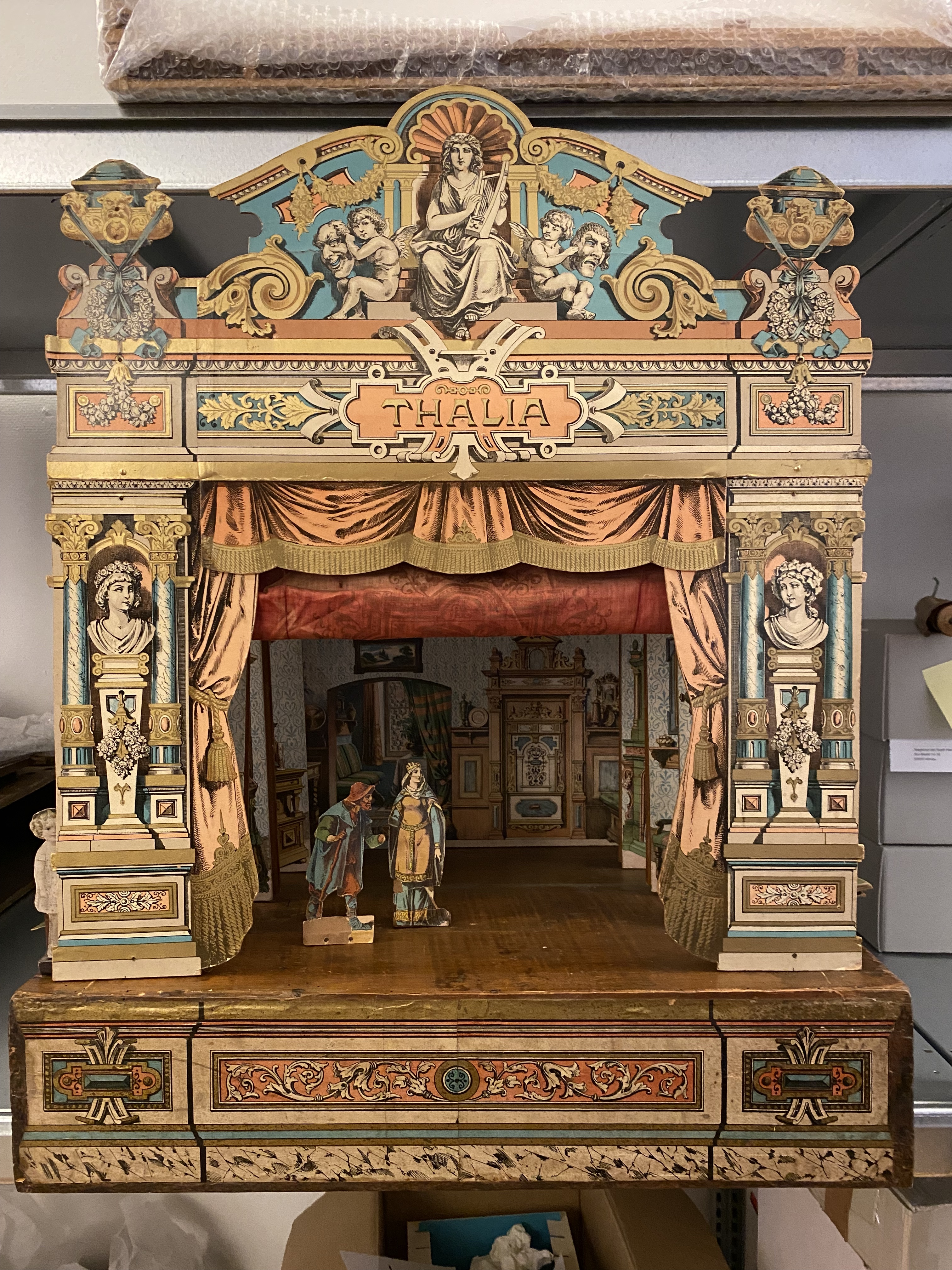
Papiertheater des Leipziger Verlags Schmidt & Römer (vor der Restaurierung)
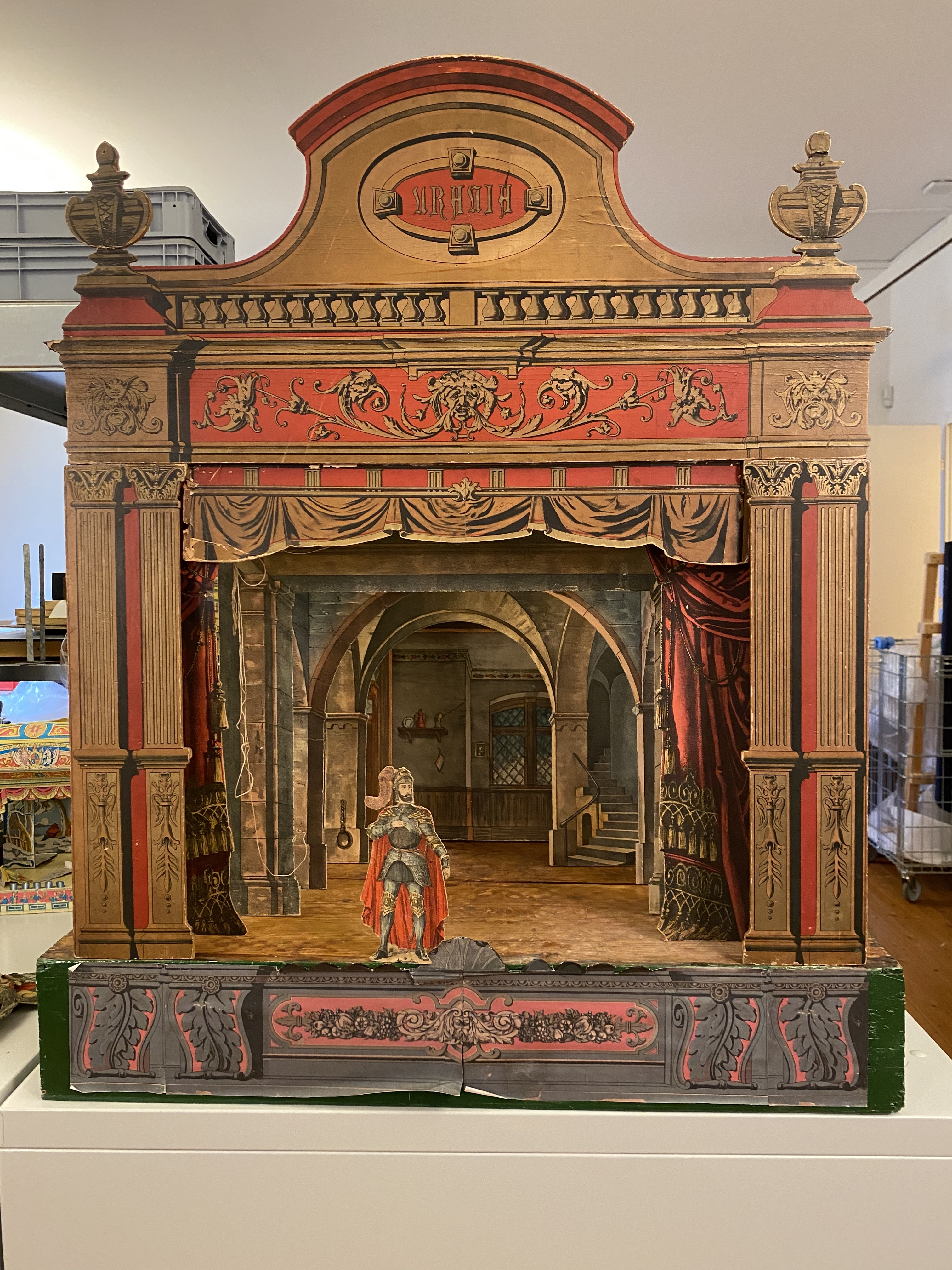
Papiertheater des Mainzer Verlags Jos. Scholz (vor der Restaurierung)
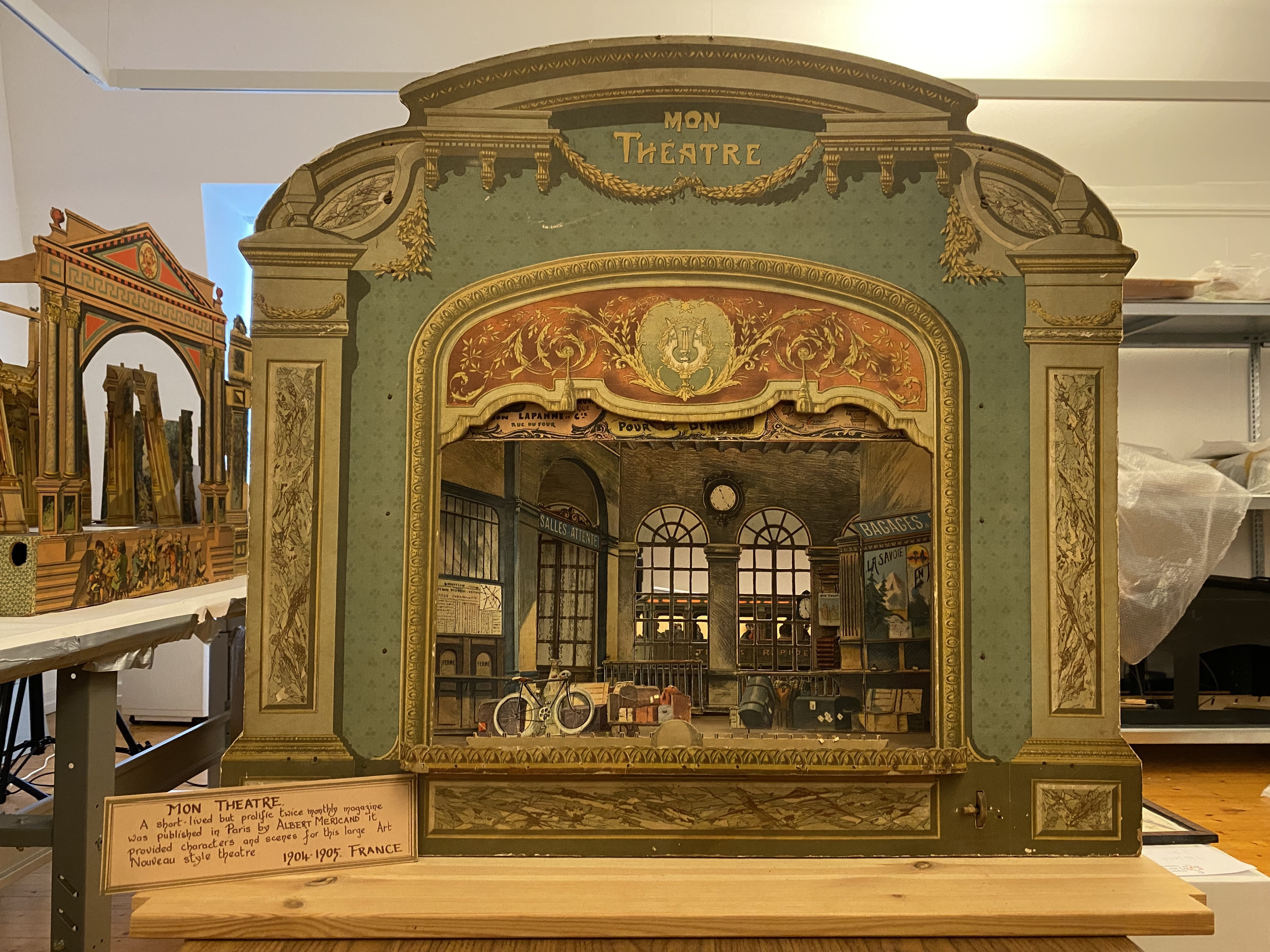
Französisches Papiertheater, um 1905 (vor der Restaurierung)
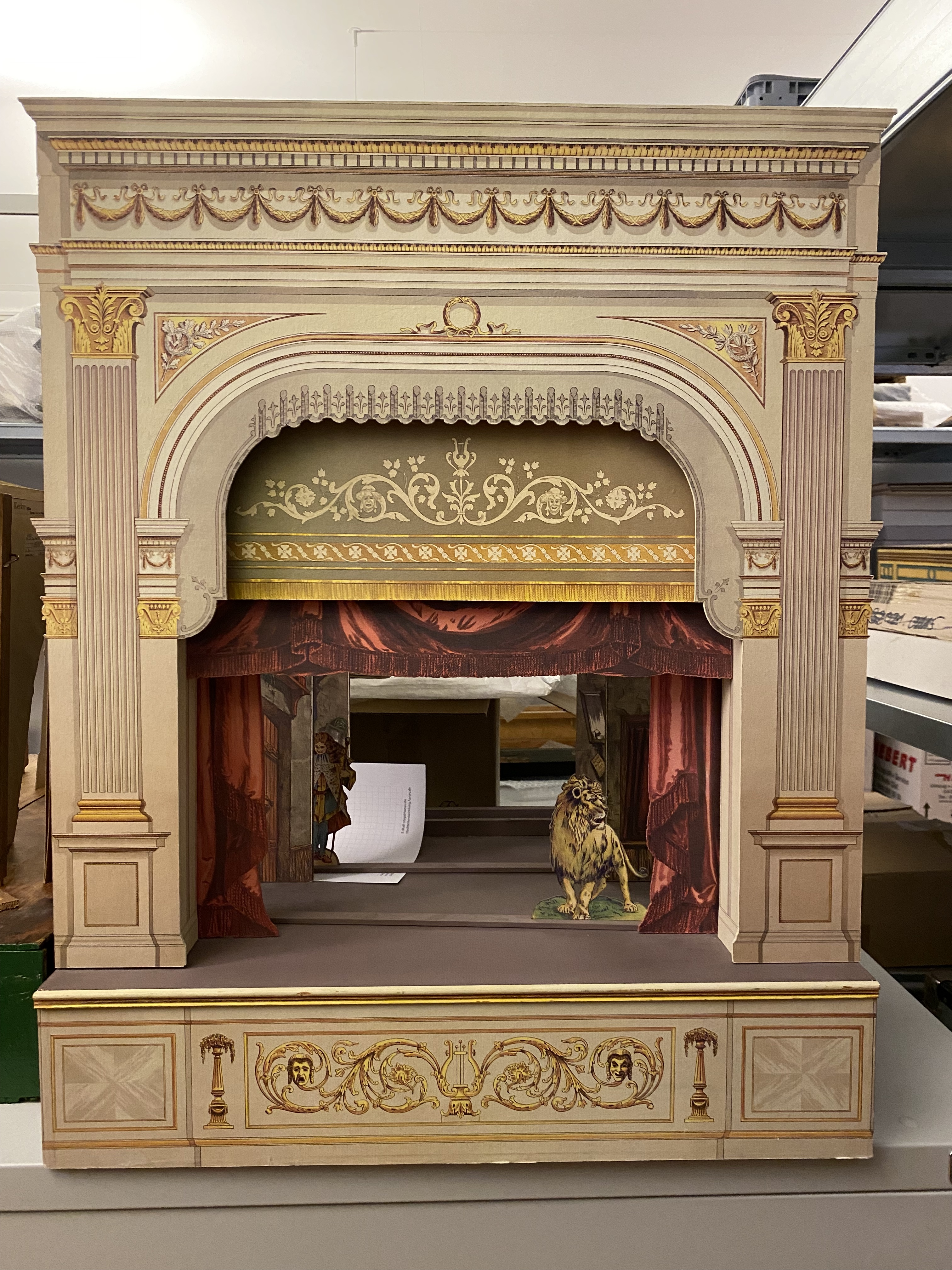
Dänisches Papiertheater des Verlags Jacobsen, Kopenhagen (vor der Restaurierung)